# Królowie mambo
Królowie mambo – amerykańsko-francuski film obyczajowy z 1992 roku na podstawie powieści Oscara Hijuelosa.

## Główne role
- Armand Assante – Cesar Castillo
- Antonio Banderas – Nestor Castillo
- Cathy Moriarty – Lanna Lake
- Maruschka Detmers – Delores Fuentes
- Pablo Calogero – Ramon
- Scott Cohen – Bernardito
- Desi Arnaz Jr. – Desi Arnaz Sr.
- Mario Grillo – Mario
- Ralph Irizarry – Pito
- Pete Macnamara – Johnny Bing
- James Medina – Manny
- Marcos Quintanilla – Willie
- J.T. Taylor – Frankie Suarez
- William Thomas Jr. – Xavier
- Yul Vazquez – Flaco

i inni

## Opis fabuły
Lata 50. Dwaj bracia Cezar i Nestor wyemigrowali z Hawany do Nowego Jorku w celu zrobienia kariery muzycznej. W dzień próbują dostosować się do rzeczywistości. Nocą razem z zespołem grają kubańskie mambo.

## Nagrody i nominacje
Oscary za rok 1992
- Najlepsza piosenka - Beautiful Maria of My Soul - muz. Robert Kraft; sł. Arne Glimcher (nominacja)

Złote Globy 1992
- Najlepsza piosenka - Beautiful Maria of My Soul - muz. Robert Kraft; sł. Arne Glimcher (nominacja)